# Rammrathbrücke
Die Rammrathbrücke führt den Straßenzug Thomas-Müntzer-Damm/Warthestraße (L 77) über den Teltowkanal und verbindet Teltow mit Kleinmachnow. Die im Eigentum der Wasserstraßen- und Schifffahrtsverwaltung des Bundes stehende Brücke über den Teltowkanal befindet sich bei Kilometer 10,52 der Bundeswasserstraße.

## Geschichte
Die erste Rammrathbrücke an diesem Standort wurde 1904 über den im Bau befindlichen Teltowkanal für den Verkehr zwischen Teltow und Kleinmachnow ihrer Bestimmung übergeben. Sie entstand als freitragende, genietete stählerne Fachwerkkonstruktion mit obenliegender Fahrbahn mit je einem Stützpfeiler auf dem Ufersaum des Kanals. Die Pfeiler waren weit genug vom Ufer zurückgesetzt, um die Gleise der Treidelbahn am Kanal entlangführen zu können.  Die Brücke wurde zum Ende des Zweiten Weltkrieges zerstört. Um 1950 wurde ein Behelfsbau aus Holz errichtet.
Die zweite Brücke, lagegleich mit der Brücke von 1904, wurde erst 1977 als Einfeldträger mit einer Stützweite von 36,60 Meter und einer Gesamtbreite von 12,50 Meter errichtet. Der Überbau wurde als Deckbrücke in Stahlbauweise aus korrosionsträgem Stahl KT 45-2 bzw. KT 45-3 hergestellt. Das Haupttragwerk des Überbaus bestand aus zwei torsionsweichen Hauptträgern mit einer orthotropen Fahrbahnplatte. Die flach gegründeten Unterbauten wurden in Stahlbetonbauweise errichtet. Die im Boden verbliebenen Holzpfähle der Tiefgründung der alten Rammrathbrücke von 1904 wurden rund einen Meter unterhalb der neuen Gründungssohle abgeschnitten. Die Brücke wies 2006 bei einer Begutachtung durch das Ingenieurbüro Krebs+Kiefer Korrosionsschäden am Überbau, Risse im Fahrbahn- und Gehwegbelag, defekte Dehnprofile der Fahrbahnübergangskonstruktion, korrodierte und beschädigte Lager auf. Dem auftraggebenden Wasserstraßen- und Schifffahrtsamt Berlin wurde ein kompletter Neubau statt der Instandsetzung als wirtschaftlichere Variante empfohlen. Die Kosten wurden damals auf rund 5,55 Millionen Euro veranschlagt. Sie wies bereits zu diesem Zeitpunkt irreparable Schäden infolge einer Alkali-Kiesel-Säure-Reaktion, umgangssprachlich auch als Betonkrebs bezeichnet, auf.
Im November 2019 wurde mit dem Bau einer Behelfsbrücke für Leitungen und Fußgänger begonnen und die betroffenen Leitungen umverlegt. Unter Einhaltung einer 24-stündigen Vollsperrung des Teltowkanals erfolgte dann am 12. März 2020 der Rückbau des alten Brückenüberbaus. Anschließend wurden die alten Brückenwiderlager abgerissen und die alten Uferspundwände des Teltowkanals unter der Brücke mit aufwendigen Bauhilfskonstruktionen lagegleich durch neue Stahlspundwände ersetzt.
Am 26. Mai 2020 wurde der erste von 20 Ortbetonbohrpfählen für die Gründung der beiden neuen Brückenwiderlager betoniert.
Mit der Herstellung der Widerlagergründungen hat der Bau der eigentlichen neuen Brücke begonnen. Beide neuen Brückenwiderlager werden auf jeweils 10 Ortbetonbohrpfählen mit einer Länge von 24 Meter und einem Durchmesser von 1,20 Meter tiefgegründet. Pro Pfahl wurden 28 Kubikmeter Ortbeton eingebaut.
Die Stadt Teltow hatte auf die ursprüngliche Forderung nach einer Verbreiterung des Brückenquerschnittes verzichtet, so dass die Kosten des Bauvorhabens vollständig durch den Bund finanziert wurden. Bei Beibehaltung der Brückenbreite wurde jedoch der Verkehrsraum für den Ersatzneubau neu aufgeteilt. Dadurch erhält die neue Brücke auf beiden Seiten kombinierte Geh- und Radwege, wodurch die Verkehrssicherheit für Radfahrer gegenüber dem heute vorhandenen Zustand deutlich erhöht wird. Die neue Brücke wurde als einfeldriges integrales Rahmenbauwerk mit zwei Stahlhohlkästen und darauf liegender Fahrbahnplatte aus Beton ohne Lager und Fugen ausgeführt. Die Stahlhohlkästen wurden biegesteif mit den Widerlagern verbunden. Neben vergleichsweise geringen Herstellungs- und Unterhaltungskosten bietet diese Bauweise einen einfachen und schnellen Bauablauf sowie einen hohen Fahrkomfort und geringe Geräuschemissionen im Betriebszustand.
Die beiden je 97 Tonnen schweren Hauptträger aus Stahl wurden bei der Firma Donges Steeltec in Darmstadt gefertigt und mit zwei Schwerlastkränen auf die vorbereiteten Auflager der neuen Brücke abgesetzt. Am 24. Juni 2021 wurde die Brücke eingeweiht und dem Verkehr übergeben. Die Bauarbeiten erfolgten im Wesentlichen unter Aufrechterhaltung des Verkehrs auf der Wasserstraße.

## Namensdeutung
Die Brücke ist nach dem Wilmersdorfer Kreistagsabgeordneten Franz Rammrath benannt, Mitglied in der Baukommission des Teltowkanals.